# Кастро-де-Рей
Кастро-де-Рей (гал. Castro de Rei, ісп. Castro de Rey) — муніципалітет в Іспанії, у складі автономної спільноти Галісія, у провінції Луго. Населення — 5685 осіб (2009).
Муніципалітет розташований на відстані близько 440 км на північний захід від Мадрида, 24 км на північний схід від Луго.
Муніципалітет складається з таких паррокій: Ансемар, А-Асумара, Бальмонте, Басар, Бендія, Кастро-де-Рей, Коеа, Дуанкос, Дуаррія, Думпін, Гоберно, Лоентія, Лудріо, Мондріс, Оутейро, Пасіос, Превесос, Кінтела, Раміль, Рібейрас-де-Леа, Сан-Шіао-де-Мос, Санта-Комба-де-Орісон, Санта-Локайя, Тріаба, Віладонга.

## Демографія
Динаміка населення (INE ):

## Галерея зображень

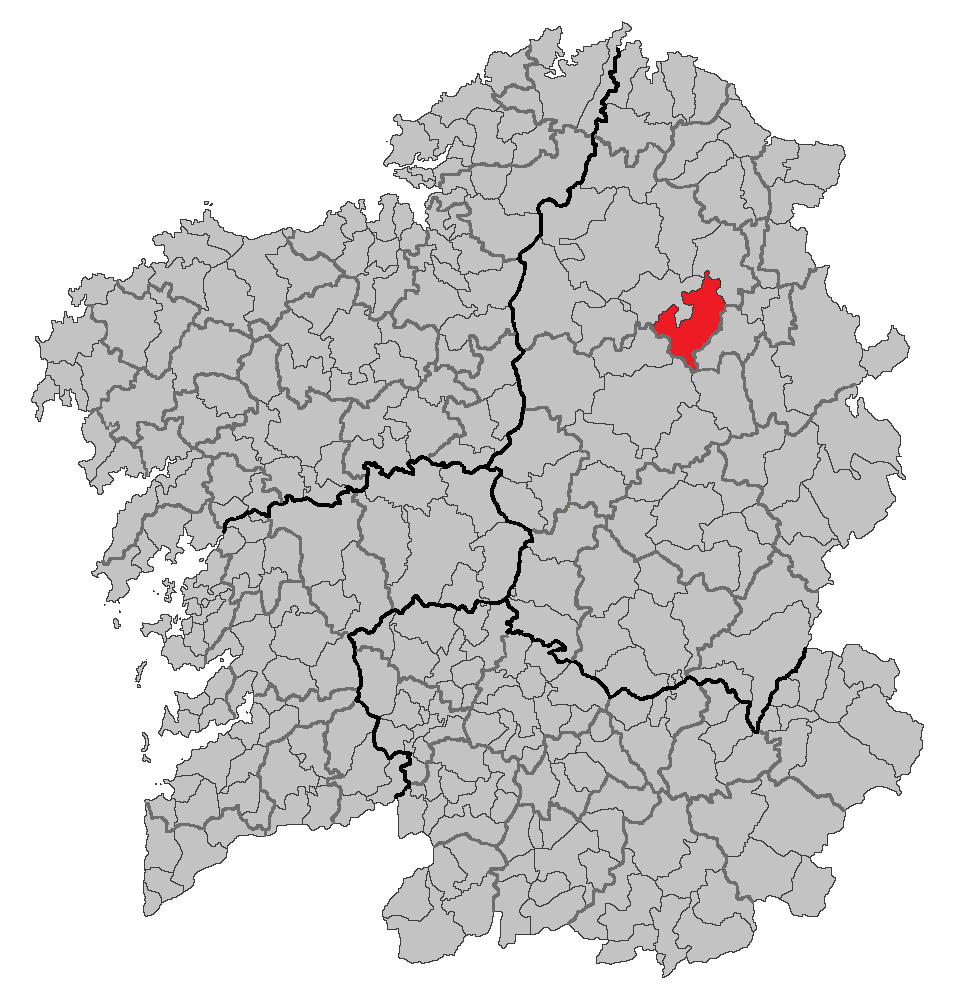
Розташування муніципалітету

## Парафії
Муніципалітет складається з таких парафій: 

## Релігія
Кастро-де-Рей входить до складу Лугоської діоцезії Католицької церкви.